# Tavannanna
Tavannanna (hettita 𒊩𒋫𒉿𒈾𒀭𒈾 fta-u̯a-na-an-na(-aš), vagy tawana[nna]) hettita papnő, I. Labarnasz hettita király felesége, a Hettita Birodalom királynéja az i. e. 17. század és az i. e. 16. század fordulója körül. Neve sok dokumentumban fennmaradt, a későbbi korokban minden királyné címként viselte a nevét, vagy uralkodói névként felvette, ahogyan férje neve az uralkodói cím szinonimája lett. A név felvétele azt jelképezte, hogy az uralkodópár az ország főpapja és főpapnője lett. Tavannanna jelentősége talán hozzájárult ahhoz, hogy a hettita uralkodóházban matrilineáris öröklés nyomai is kivehetők, mindenesetre a hettiták országában a királyi hercegnők férjei jóval gyakrabban jutottak trónra, mint más ókori államokban. Ez még az után is így maradt, miután Telipinusz törvényben rögzítette az elsőszülött fiú jogát, csak I. Szuppiluliumasz után rögzült a fiági örökösödés mintegy 250 évvel később.
Származása ismeretlen, bár neve talán luvi eredetű. A királyok között az első luvi eredetű név csak jó két évszázaddal később, I. Muvatallisznál tűnik fel, leszámítva, hogy Labarnasz nevét is a luvi nyelvre (*tapar) akarják visszavezetni. Craig Melchert 2003-ban a PIE *(s)téh2wen(o)- rekonstrukciót közölte, melynek jelentése „az igazi”. Az óvatosabb történészek csak annyit állítanak ez alapján, hogy luvi vagy hurmai uralkodó volt az apja. Vannak, akik Huccijasz vagy Tudhalijasz neszai királyokat vagy Huccijasz calpai királyt jelölik meg apjának. Talán a testvére volt a Labarnaszt követő I. Hattuszilisznek, bár Hattuszilisz évkönyvei szerint ő Tavannanna testvérének fia volt. Bár a későbbi korokban nem volt szokás a testvérházasság, nem elképzelhetetlen, hogy Labarnasz testvére volt. Valószínűleg volt egy leánygyermeke, aki egy puruszhandai herceghez ment feleségül. Fiúgyermeke – szintén valószínűleg – nem volt, így szállt a hatalom unokaöccsére(?), Hattusziliszra.

## Lásd még
- hettita királyok családfája
- hettita királynék listája